# Phare du cap Campbell
Le phare du cap Campbell est un phare situé sur le Cape Campbell (en), dans la région de Marlborough (île du Sud), en Nouvelle-Zélande.

## Histoire
Le premier phare, une structure en bois, a été mis en service le 1er août 1870. En 1897, la maison du gardien de phare fut le premier bureau de poste d'un phare néo-zélandais. Le phare a été démoli après la mise en service du second.
Le second phare , a été mis en service en octobre 1905. Il est situé sur la côte sud près de l'entrée du détroit de Cook. La tour porte le nom du cap sur lequel elle se trouve, qui avait été nommée par James Cook en l'honneur du vice-amiral John Campbell. C'est une tour préfabriquée en fonte réalisée en Angleterre à la Thames Ironworks and Shipbuilding Company et transportée jusqu'en Nouvelle Zélande. Il est du même type que le phare du cap Palliser et le Phare de Dog Island.
En juillet 1938, le brûleur à mazout a été remplacé par une lampe de 1,000 W alimentée par un générateur diesel. Dans les années 1960, une connexion au réseau électrique a été créée. Avec l'automatisation de la tour en 1986, le dernier gardien de phare a quitté la station. Depuis lors, la tour est contrôlée à distance par le siège du Maritime New Zealand (en) à Wellington.
En novembre 2003, le système optique a été remplacé par une balise rotative avec une lampe halogène de 50 W. Celle-ci est alimentée par le réseau électrique, les accumulateurs servant d’alimentation de secours.
Le phare et le cap étaient les lieux de tournage du long métrage Une vie entre deux océans de 2016.

## Description
Ce phare  est une tour hexagonale en bois, avec une galerie et une lanterne  de 22 m de haut. Le phare est peint en blanc et la lanterne est noire. Il émet, à une hauteur focale de 47 m, un long éclat blanc toutes les 15 secondes. Sa portée est de 19 milles nautiques (environ 35 km).
Identifiant : ARLHS : NZL-006 - Amirauté : K4274 - NGA : 5188 .
|              |
| Cap Campbell |

|          |
| Le phare |

### Lien connexe
- Liste des phares de Nouvelle-Zélande